# Аль-Мухтар аль-Касім
Аль-Мухтар аль-Касім (араб. المختار القاسم; помер 956) – імам зейдитської держави у Ємені.

## Життєпис
Був найстаршим сином імама Ахмада ан-Насіра. Останній помер за часів внутрішньої політичної турбулентності між зейдитами та гірськими районами Ємену. Його третій син аль-Мунтахаб аль-Хасан зажадав імамату, але його найстарший старший брат Аль-Мухтар аль-Касім висунув свої претензії.
Тим не менше, історіографія зейдитів визнає молодшого брата (п'ятого сина імама ан-Насіра) на ім'я Ях'я аль-Мансур законним наступником ан-Насіра. Його підтримала більшість зейдитів після смерті аль-Мунтахаба аль-Хасана. 956 року аль-Мухтар аль-Касім, який правив з Саади, зумів захопити важливий комерційний та політичний центр Сана, який до того здебільшого належав династії Яфуридів. Однак, того ж року аль-Мухтар аль-Касім був убитий могутнім володарем з Хамадана на ім'я Мухаммед бін ад-Даххак. Після смерті імама Сана тимчасово повернулась до Яфуридів.